# Skaga stavkyrka
Skaga stavkyrka är en kyrkobyggnad i Undenäs församling i Skara stift. Den ligger i Karlsborgs kommun.

## Historia
Den första stavkyrkan på platsen uppfördes någon gång kring 1137. Det finns flera sägner kring denna kyrka, exempelvis om att vikingahövdingen Ramunders dotter Skaga lät bygga kyrkan åt sin make. Det man vet säkert är, att vid den källa som finns här, hade det under hednisk tid uppstått en kultplats och det var därför naturligt att man senare byggde en kyrka där.[källa behövs]
Kyrkan var en av Sveriges fåtaliga stavkyrkor och var församlingskyrka i Skagens kapellförsamling. Den revs 1826 för att få hejd på den offerkult[källa behövs] som uppstått på platsen. En rekonstruktion av medeltidskyrkan uppfördes 1957–58 efter arkitekt Erik Lundbergs ritningar och med hjälp av de gamla beskrivningarna av kyrkan som fanns bevarade. Skaga stavkyrka invigdes 1960. Den 2 januari 2000 eldhärjades dock kyrkan, som brann ner till grunden. Rekonstruktionen återuppfördes och invigdes i juni 2001 av biskop Lars-Göran Lönnermark.

## Kyrkobyggnaden
Kyrkan består av ett rektangulärt långhus orienterat sydväst-nordost. Vid nordöstra kortsidan finns ett rakt avslutat kor som är lägre och smalare än långhuset. Vid sydöstra långsidan finns ett kvadratiskt vapenhus.
Nuvarande klockstapel är uppförd 1957 efter ritningar av Erik Lundberg. Stapeln står på samma plats som den gamla från 1786. Planformen är rektangulär och väggarna smalnar av uppåt. Klockstapelns pyramidformade tak är klätt med kluvna och tjärade takspån.